# Air 1
Air 1 (offiziell Air One Inc.) war eine in St. Louis beheimatete US-amerikanische Fluggesellschaft, die ihre Flugzeuge in einer All-Business-Class-Auslegung eingesetzt hat.

## Geschichte
Die Fluggesellschaft Air 1 wurde 1981 von dem ehemaligen NASA-Astronauten Eugene Cernan gegründet. Das Unternehmen wollte mit einem luxuriösen Bordservice zu günstigen Preisen primär Geschäftsreisende als Kunden gewinnen. Die ursprüngliche Planung sah eine Betriebsaufnahme im Dezember 1981 mit fünf gebrauchten Maschinen des Typs Douglas DC-9 vor. Dieses Ziel ließ sich nicht realisieren.
Die Gesellschaft setzte erstmals im März 1983 zwei geleaste Boeing 727-100 auf Charterflügen ein.
Ab dem 1. April 1983 führte Air 1 mit fünf geleasten Boeing 727-100 Linienflüge vom Flughafen St. Louis nach Newark (New York), Washington, Dallas/Fort Worth und Kansas City durch. Die Flugzeuge waren mit großzügig bemessenen Ledersesseln eingerichtet und boten mit dieser Ausstattung lediglich 76 anstatt wie üblich 119 Fluggästen Platz. Anfang 1984 wurden Los Angeles und Houston in den Flugplan aufgenommen und die Flotte mit zwei Boeing 727-200 erweitert, die in der gewählten Konfiguration für 98 Passagiere ausgelegt waren.
Trotz der luxuriösen Ausstattung und der Qualität ihres Bordservices konnte Air 1 nur wenige Kunden gewinnen. Wesentliche Gründe lagen in der zu geringen Zahl an täglichen Flugverbindungen und den zeitlich ungünstig liegenden Slots. Zudem senkte die ebenfalls in St. Louis beheimatete Trans World Airlines (TWA) ihre Flugpreise auf solchen Routen, die parallel von Air 1 bedient wurden.
Im ersten Geschäftsjahr flog das Unternehmen einen Verlust in Höhe von 14,3 Millionen US-Dollar ein. Aufgrund der hohen Verluste beantragte die Gesellschaft im Herbst 1984 Gläubigerschutz nach dem Chapter 11 des US-Insolvenzrechts. Im Januar 1985 trat Air 1 ihre fünf Boeing 727-100 an andere Fluggesellschaften ab, unter anderem an die deutsche Jetair. Sie setzte danach einen eingeschränkten Linienbetrieb mit den zwei verbliebenen Boeing 727-200 fort. Im Folgemonat wurden Gespräche mit der in Orlando ansässigen Gesellschaft Zenith International Airlines über eine Beteiligung an dem Unternehmen geführt. Die Verhandlungen blieben erfolglos, so dass Air 1 ihre Aktivitäten im März 1985 völlig einstellte. Eine geplante Wiederaufnahme des Flugbetriebs im Sommer 1985 konnte nicht realisiert werden.
Das Firmenkonzept der Air 1 wurde Ende der 1980er-Jahre in vergleichbarer Form von der deutschen Fluggesellschaft German Wings aufgegriffen. Die Lufthansa bot einen ähnlichen All-Business-Class-Service auf den Langstreckenrouten an, die in ihrem Auftrag von der Privatair beflogen wurden.

## Flotte
- Boeing 727-100
- Boeing 727-200